# 释本性
释本性（？—），男，汉族，中华人民共和国政治人物。现任福建省佛教协会常务副会长，福建佛学院院长。第十四届全国政协委员。